# Yang Jianli
Yang Jianli, född 1963 i Shandong, är en kinesisk människorättsaktivist som bor i USA. Han har inreseförbud till Kina.
Han flyttade till USA för att studera matematik vid University of California, Berkeley. Han deltog i protesterna på Himmelska fridens torg, och såg med egna ögon hur människor slogs ner. Han lyckades undkomma att bli tillfångatagen, och åkte tillbaka till USA. Efter att ha studerat politisk ekonomi vid Harvard University reste han 2002 med en väns pass till Kina och deltog i demonstrationer i nordöstra Kina. Han tillfångatogs, och dömdes till fem års fängelsestraff för illegalt inresande och spionage. Han hade ingen kontakt med sin familj, inga böcker att läsa och såg inte solljus på åtta månader. Han åkte 2007 till USA, där han bott sedan dess.